# Coleophora kroneella
Coleophora kroneella is een vlinder uit de familie van de kokermotten (Coleophoridae). De wetenschappelijke naam werd in 1899 gepubliceerd door August Fuchs.
De soort komt voor in Europa.